# Esso

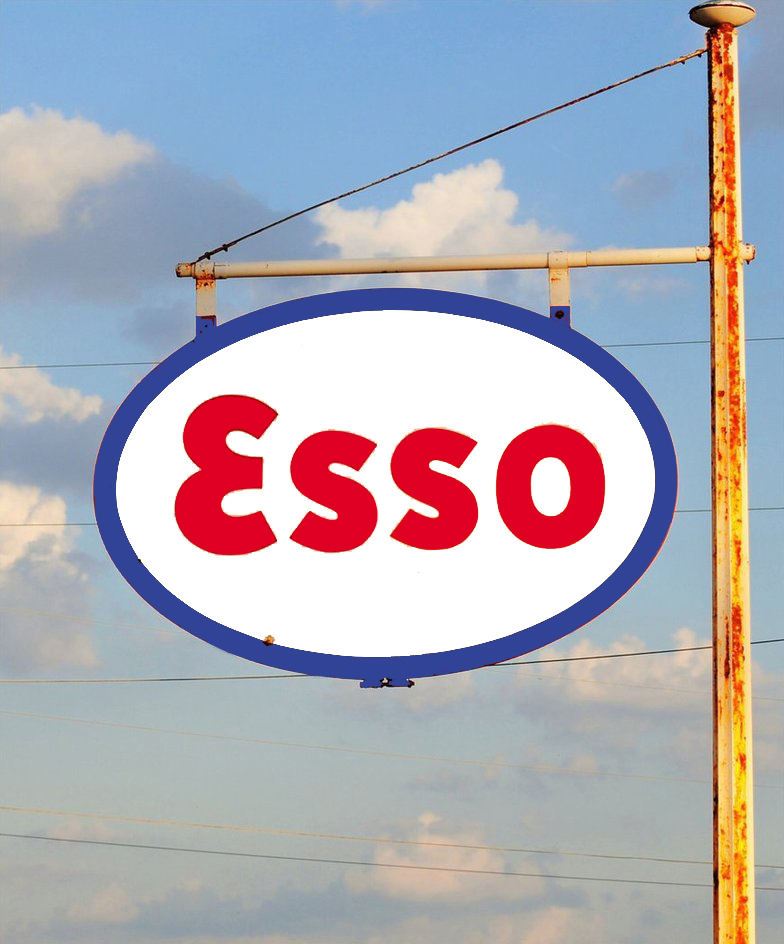
Logo de Esso en 1940, usado hasta 1966.

Esso es una denominación que se le dio en varios lugares a la empresa petrolera estadounidense Standard Oil, de la cual toma el nombre al utilizar la versión fonética en el inglés de las iniciales S.O.

## Historia
En 1911, al dividirse esta empresa, la marca fue objeto de un litigio, que ganó la Standard Oil of New Jersey. En 1973, Esso se integró dentro de la corporación Exxon. Actualmente es una conocida marca de combustibles, lubricantes y nombre de cadenas de estaciones de servicio, que pertenece a ExxonMobil Corporation, cuyas filiales en el mundo se siguen denominando Esso, a excepción de Estados Unidos, donde se conoce por la marca Exxon.
En 1911, Standard Oil se dividió en siete compañías regionales, cada una con los derechos a la marca “Standard” en ciertos estados (más un número de otras compañías que no tenían derechos territoriales). Standard Oil de Nueva Jersey (“Jersey Standard”) tenía los derechos en ese estado y además en Maryland, Virginia Occidental, Virginia, Carolina del Norte, Carolina del Sur, y el distrito de Columbia. En 1941 también había adquirido los derechos en Pensilvania, Delaware, Arkansas, Tennessee, y Luisiana. En esos estados puso sus productos bajo la marca de “Esso”, la pronunciación fonética de las letras “S” y “O”. También se utilizó la marca Esso en Nueva York y en los seis estados de Nueva Inglaterra donde la Standard Oil Company de Nueva York (Mobil) tenía los derechos, pero no se opuso al uso de la marca registrada por la compañía de Nueva Jersey (las dos compañías no se fusionaron hasta 1998). Sin embargo, en los otros estados, las otras compañías Standard Oil se opusieron y forzaron a Jersey Standard a utilizar otras marcas. En la mayoría de los estados la compañía utilizó la marca registrada “Enco”, y en otros “Humble”. Las otras compañías Standard se mantuvieron igualmente con el nombre de “Standard” o una cierta variante en sus propios estados y otra marca en otros.
Esta situación producía confusiones en los conductores de vehículos. En 1972, Standard Oil de Nueva Jersey se renombró como Exxon Corporation y adoptó esa marca registrada a todo el país. Sin embargo mantuvo los derechos sobre “Standard” y “Esso” en los estados donde sostuvo los tenía lo que supuso  un esfuerzo significativo ya que tuvo que seguir vendiendo “Esso Diesel” en esos estados en las estaciones que expenden el combustible diésel, evitando así que la marca registrada fuera declarada abandonada.

## Esso en el mundo
- Argentina: con más de cien años de trayectoria en el país, fue fundada a mediados de noviembre de 1911. Originalmente conocida como West India Petrol Co. tomó definitivamente el nombre de Esso en la década de los años 30. La primera estación de servicio de la marca (aún en servicio) se inauguró en la misma década y se encuentra en la calle Gálvez de la ciudad de Santa Fe capital de la provincia de Santa Fe. Las tiendas de conveniencia son explotadas bajo las denominaciones Esso Shop y TigerMarket (únicamente en CABA y Provincia de Buenos Aires).

Esso (mediante ExxonMobil) vendió su refinería, sus tres terminales de distribución y cerca de 450 estaciones de servicios en el país y cerca de 200 en Uruguay y Paraguay a Bridas Energy y Bulgheroni. Bridas, presidida por Carlos Bulgheroni, es además dueña del 40% de Pan American Energy, petrolera que compartía con la británica British Petroleum un 60% de las acciones, la cual se retiró en 2011. Alejandro Bulgheroni, hermano de Carlos, es el presidente de Pan American Energy, manteniendo la marca hasta la actualidad. La marca Mobil se ofrece en todas las estaciones de servicio con sus lubricantes, junto a los Mobil Oil Express, o también llamados lubricentros. En 2014 comenzó el proceso de transición, mediante el cual, todas las estaciones Esso comenzaron a ser llamadas Axion Energy, que fue culminado entre 2018 y 2019.
- Brasil: La compañía llegó al país el 17 de enero de 1912 con el permiso del presidente Hermes da Fonseca para instalarse en Brasil. En ese momento quedó la distribución de la gasolina y el queroseno bajo el nombre de la empresa Standard Oil de Brasil y se vendía en latas y bidones.

Esso también fue conocida por ser la primera compañía que patrocinó un programa de noticias en el país, con O seu repórter Esso. Debido a ello fue una de las empresas pioneras de la publicidad brasileña, con sus mascotas que aparecieron en la mayoría de los negocios de la compañía. Esso vende en el país también Querosene Jacaré. En Brasil, Esso opera con el nombre de Esso Brasileira de Petróleo Ltda. Mobil también está presente en el país con ventas de lubricantes de automoción. En 1955 la compañía creó el «Premio de Periodismo Esso», para reconocer el mejor trabajo periodístico del año.
El 24 de abril de 2008 Cosan anunció la compra de la cartera de la zona sur de Esso en Brasil. El acuerdo fue concluido el 1 de diciembre de 2008 con el pago a Exxon Mobil en medio de muchos rumores acerca de que la crisis había afectado a la caja de Cosan y no tiene los fondos para cerrar la transacción de compra. Cosan reconvirtió las estaciones a la marca Shell en 2012.
- Canadá: en Canadá la marca Esso es controlada por la empresa Imperial Oil. Imperial Oil opera las estaciones de servicio en Canadá bajo la marca Esso, así como muchas otras marcas. Su propiedad y operados por tiendas de conveniencia utiliza las marcas On The Run / Marché Express o Tiger Express.
- Chile: Esso operaba en Chile desde 1914, primero bajo el nombre de West India Oil Company, y más tarde como Esso Standard Oil Company Chile, también fue uno de los principales auspiciadores del noticiero de radio y televisión "El Repórter Esso". En el año 2009, la brasileña Petrobras adquirió Esso Chile y actualmente Copec es la compañía encargada de distribuir en Chile los lubricantes con la marca Esso perteneciente a la empresa petrolera estadounidense ExxonMobil.
- Panamá: Esso cuenta con diversas estaciones de combustible a lo largo de la capital, y en puntos claves del interior, todas son autoservicio, en las más importantes cuentan con los restaurantes "On the Run" y cuentan con los cajeros ATM del banco BAC.
En el 2012 las estaciones están siendo renovadas con el logo "Puma" y de color verde, nueva marca regional.
- Paraguay presente hace más de cien años. Es filial de la argentina. Las tiendas de conveniencia son explotadas bajo la denominación Esso Shop (únicamente en Asunción y departamento Central).
- Uruguay también presente hace más de cien años. Fue filial de la argentina. Las tiendas de conveniencia fueron explotadas bajo la denominación Esso Shop (únicamente en Montevideo y departamento de Montevideo). Dejó de existir con la filial argentina, entre 2014 y 2018/19.